# Escuela de Marburgo
La Escuela de Marburgo es una escuela criminológica originada en la ciudad de Marburgo, Alemania.
 
A finales del siglo XIX, Franz Von Liszt, en sus publicaciones Tratado de derecho penal alemán (1881) y La idea de fin en el derecho penal (1882), se pronunció a favor de la investigación criminológica y la utilización de conocimientos criminológicos, colocándose con ello en encontrada oposición con las concepciones dominantes en su tiempo. En su lección inaugural de Marburgo, denominado más tarde "programa de Marburgo", desarrolló sus ideas fundamentales y postuló una ciencia total del Derecho Penal en la que debían ser incluidas la antropología criminal, la psicología criminal y la estadística criminal, una idea revolucionaria para aquella época, pero a la vez un desafío para los penalistas de entonces. En el esfuerzo por superar la oposición de las escuelas francesas e italianas llegó a la sintética afirmación acerca del efecto y la disposición y del medio ambiente en el surgimiento del crimen.
Era promotor y cofundador —con A. Prins y G. A Van Hamel— de la I.K.V. que, desligada de las disputas de las escuelas, quería subrayar para el criminalista la necesidad de investigaciones sociológicas y antropológicas y tomar como tarea común la investigación científica del crimen, de sus causas y de los medios para combatirlo.
A partir de von Liszt se despertó en Alemania el interés por la criminología, siendo al principio sobre todo penalistas quienes expresamente se ocuparon de la nueva materia. Estos, por cierto, pusieron generalmente el acento principal en exigencias de la política criminal con ellos, ciertamente conocimientos de la criminología resultaron accesibles para el Derecho Penal; pero a pesar de la exigencia de Von Liszt de un instituto de investigación, en Alemania no se produjo ninguna investigación criminológica autónoma. Tampoco se discutió la pretensión de liderazgo de los dogmáticos penales en la Política Criminal y en la Criminología entendida de esa forma.
- Datos: Q5839194